# Ludvík Vaculík
 (octobre 2012).
Si vous disposez d'ouvrages ou d'articles de référence ou si vous connaissez des sites web de qualité traitant du thème abordé ici, merci de compléter l'article en donnant les références utiles à sa vérifiabilité et en les liant à la section « Notes et références ».

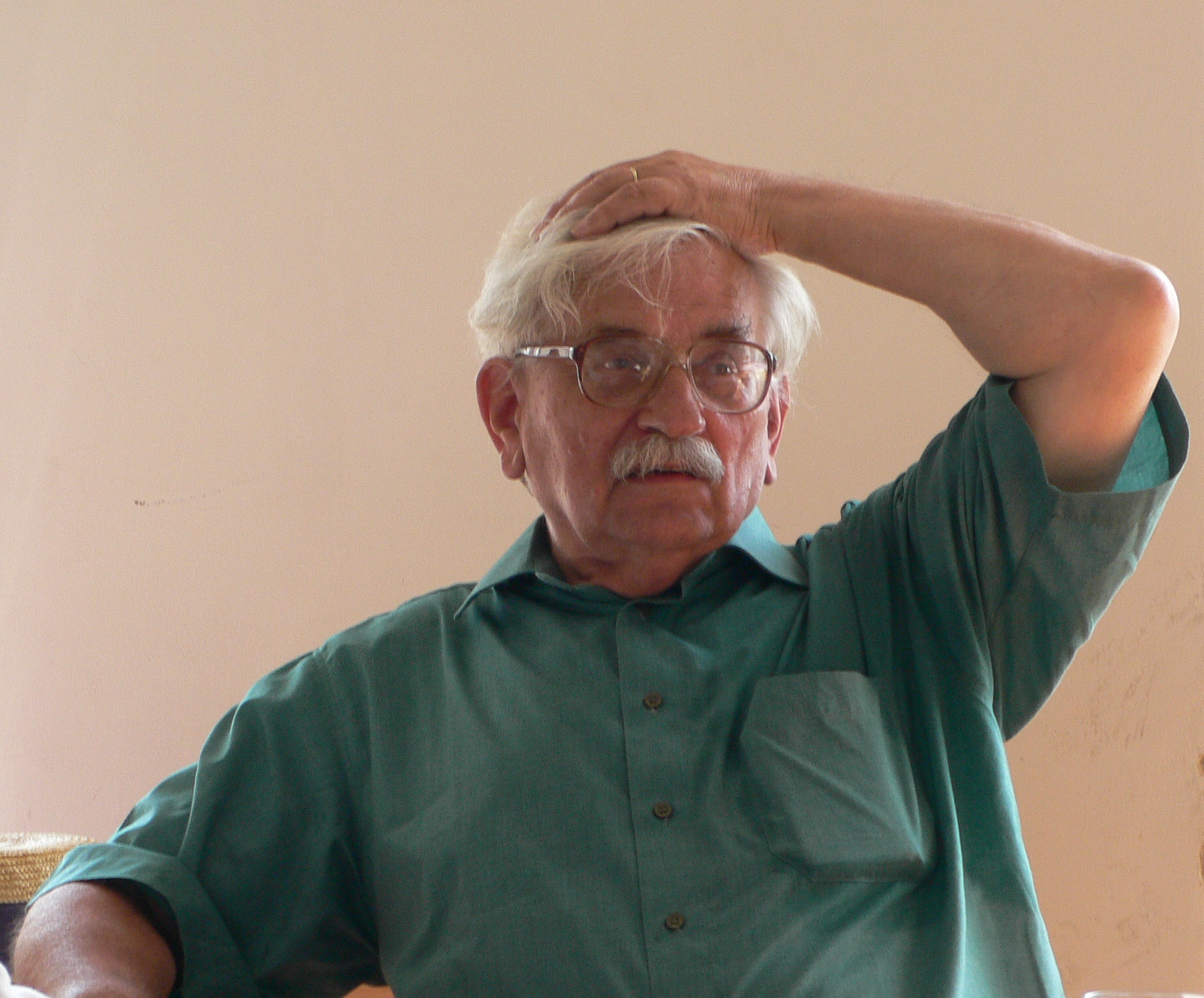
Ludvík Vaculík (2006).

Ludvík Vaculík, né le 23 juillet 1926 à Brumov, mort le 6 juin 2015, est un écrivain et journaliste tchèque. Auteur de samizdats, il est notamment connu pour le manifeste Les Deux Mille Mots de juin 1968.

## Biographie
Ludvik Vaculik est fils d'un charpentier ; Ludvík Vaculík l’est aussi. Dans sa jeunesse il devient ouvrier dans une usine de chaussures (Baťa). C'est dans le journal de l’usine où il commence à publier ses premiers articles. Après la Seconde Guerre mondiale, il déménage à Prague, où il commence une carrière de journaliste à la radio et dans les journaux.  
Après avoir publié des romans très critiques envers le régime[Lequel ?], il est surveillé par la police, et doit chaque jour raconter ses faits et gestes aux forces de l'ordre[Quand ?]. Son livre La Clef des songes raconte cette période de sa vie, et les moments de liberté volés aux autorités. Dans sa préface, Jan Rubes explique que « Paradoxalement, là où le livre est autobiographique et où l'auteur en est le protagoniste, le document devient roman. ». Ce n'est ni « une fiction, ni un document, ni un journal. Comment nommer ce qui rend compte d'une vie, d'un pays où l'absurdité et le réel se confondent sans cesse ? », se demande la critique littéraire Sylvie Richterová, en septembre 1989, lors de la sortie de la traduction française de La Clef des songes et conclut : « Fiction authentique ou authenticité fictive ? En tout cas, un livre important ».  
Il a reçu le prix de la paix Erich-Maria-Remarque en 1997.

## Œuvres traduites
- La Hache (Sekyra, 1966), Paris, Gallimard, 1972.
- Les Cobayes (Morčata, 1970), Paris, Gallimard, 1974. - rééd. Attila, 2013
- La Clef des songes (Český Snář, 1980, publié en 1983 à Toronto), Arles, Actes Sud, 1989.